# L'Esperon (Ardecha)
L'Esperon (en francès Lespéron) és un municipi francès situat al departament de l'Ardecha i a la regió d'Alvèrnia-Roine-Alps. L'any 2007 tenia 315 habitants.

## Demografia

### Població
El 2007 la població de fet de Lespéron era de 315 persones. Hi havia 138 famílies de les quals 44 eren unipersonals (24 homes vivint sols i 20 dones vivint soles), 35 parelles sense fills, 43 parelles amb fills i 16 famílies monoparentals amb fills.
La població ha evolucionat segons el següent gràfic:
Habitants censats

### Habitatges
El 2007 hi havia 246 habitatges, 141 eren l'habitatge principal de la família, 103 eren segones residències i 3 estaven desocupats. 229 eren cases i 17 eren apartaments. Dels 141 habitatges principals, 120 estaven ocupats pels seus propietaris, 18 estaven llogats i ocupats pels llogaters i 3 estaven cedits a títol gratuït; 7 tenien dues cambres, 23 en tenien tres, 45 en tenien quatre i 66 en tenien cinc o més. 97 habitatges disposaven pel capbaix d'una plaça de pàrquing. A 55 habitatges hi havia un automòbil i a 73 n'hi havia dos o més.

### Piràmide de població
La piràmide de població per edats i sexe el 2009 era:
| Homes | Edats   | Dones |
| ----- | ------- | ----- |
| 0     | 95 o +  | 0     |
| 0     | 90 a 94 | 0     |
| 0     | 85 a 89 | 8     |
| 8     | 80 a 84 | 0     |
| 4     | 75 a 79 | 20    |
| 8     | 70 a 74 | 8     |
| 0     | 65 a 69 | 0     |
| 16    | 60 a 64 | 4     |
| 4     | 55 a 59 | 4     |
| 32    | 50 a 54 | 16    |
| 8     | 45 a 49 | 8     |
| 16    | 40 a 44 | 8     |
| 8     | 35 a 39 | 16    |
| 4     | 30 a 34 | 0     |
| 0     | 25 a 29 | 0     |
| 0     | 20 a 24 | 4     |
| 16    | 15 a 19 | 16    |
| 4     | 10 a 14 | 12    |
| 4     | 5 a 9   | 4     |
| 0     | 0 a 4   | 4     |

## Economia
El 2007 la població en edat de treballar era de 210 persones, 157 eren actives i 53 eren inactives. De les 157 persones actives 149 estaven ocupades (80 homes i 69 dones) i 8 estaven aturades (3 homes i 5 dones). De les 53 persones inactives 18 estaven jubilades, 19 estaven estudiant i 16 estaven classificades com a «altres inactius».

### Ingressos
El 2009 a Lespéron hi havia 138 unitats fiscals que integraven 312 persones, la mediana anual d'ingressos fiscals per persona era de 16.238 €.

### Activitats econòmiques
Dels 9 establiments que hi havia el 2007, 1 era d'una empresa de fabricació d'altres productes industrials, 4 d'empreses de construcció, 2 d'empreses de comerç i reparació d'automòbils i 2 d'empreses d'hostatgeria i restauració.
Dels 6 establiments de servei als particulars que hi havia el 2009, 1 era un taller de reparació d'automòbils i de material agrícola, 2 paletes, 1 fusteria, 1 lampisteria i 1 restaurant.
L'any 2000 a Lespéron hi havia 23 explotacions agrícoles que ocupaven un total de 896 hectàrees.

## Poblacions més properes
El següent diagrama mostra les poblacions més properes.